# غيربشتيت
غرب اشتت (بالألمانية: Gerbstedt) هي بلدة ألمانية تقع في ألمانيا في ساكسونيا أنهالت.  يقدر عدد سكانها بـ 8,176 نسمة .

## معرض صور

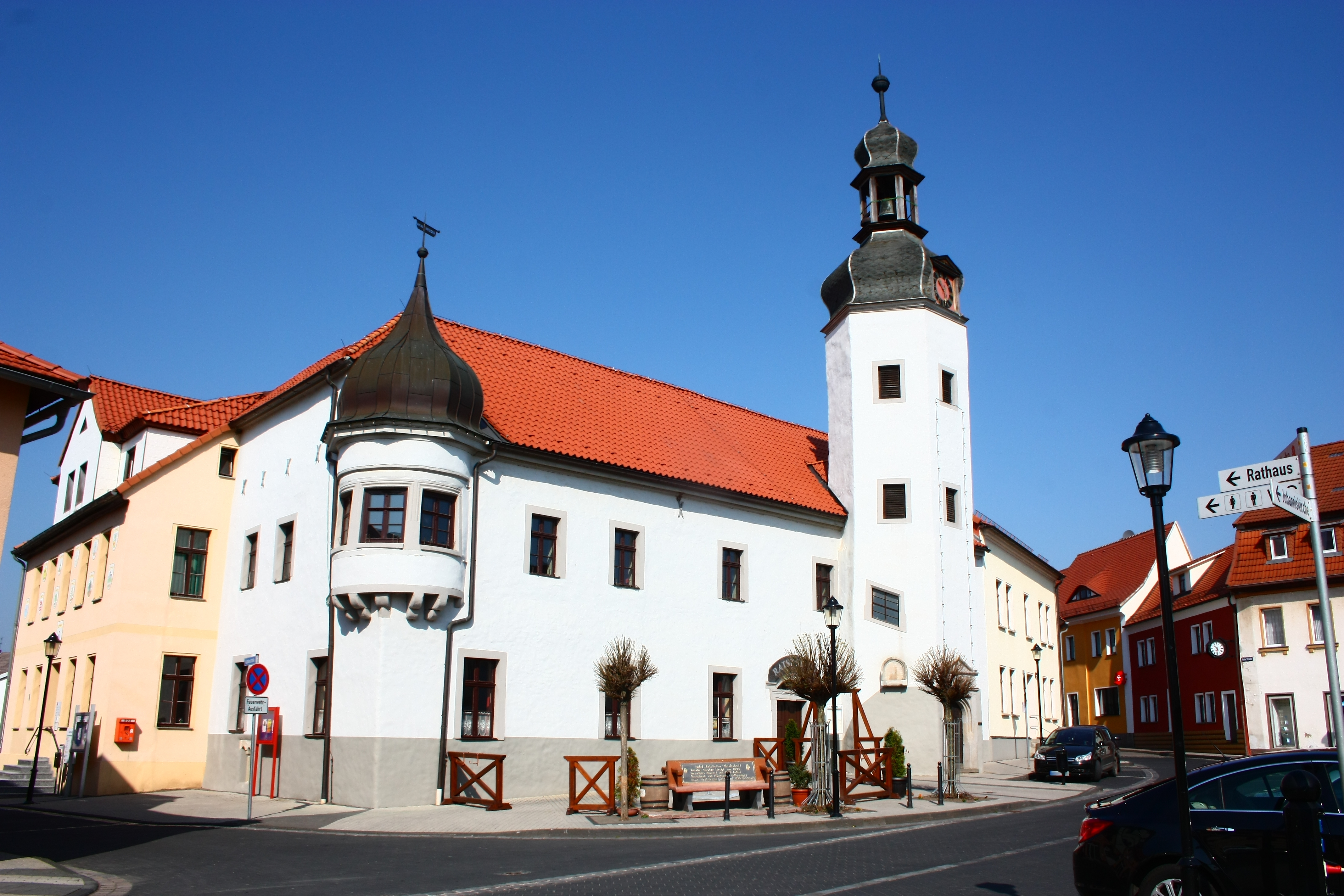
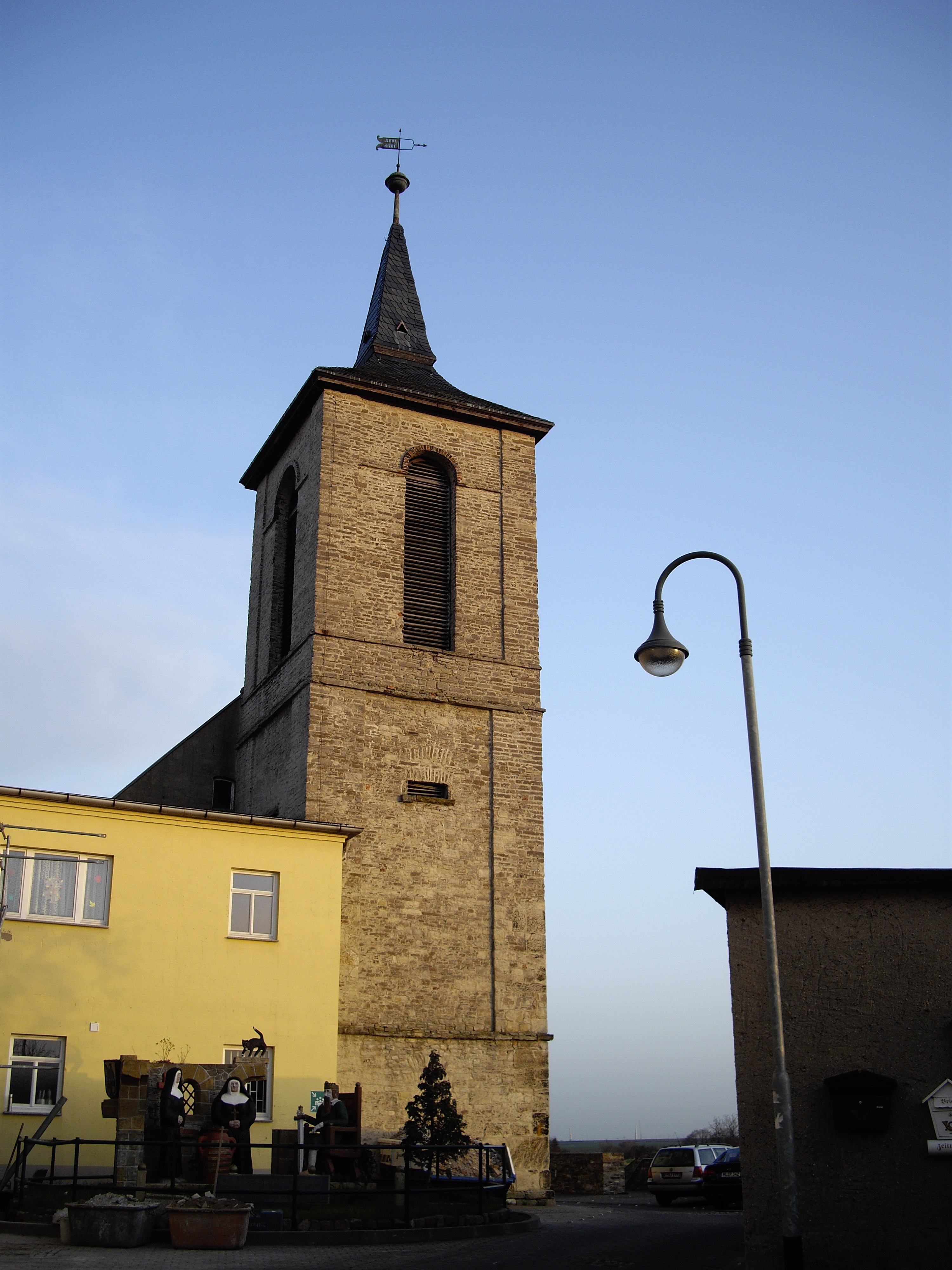
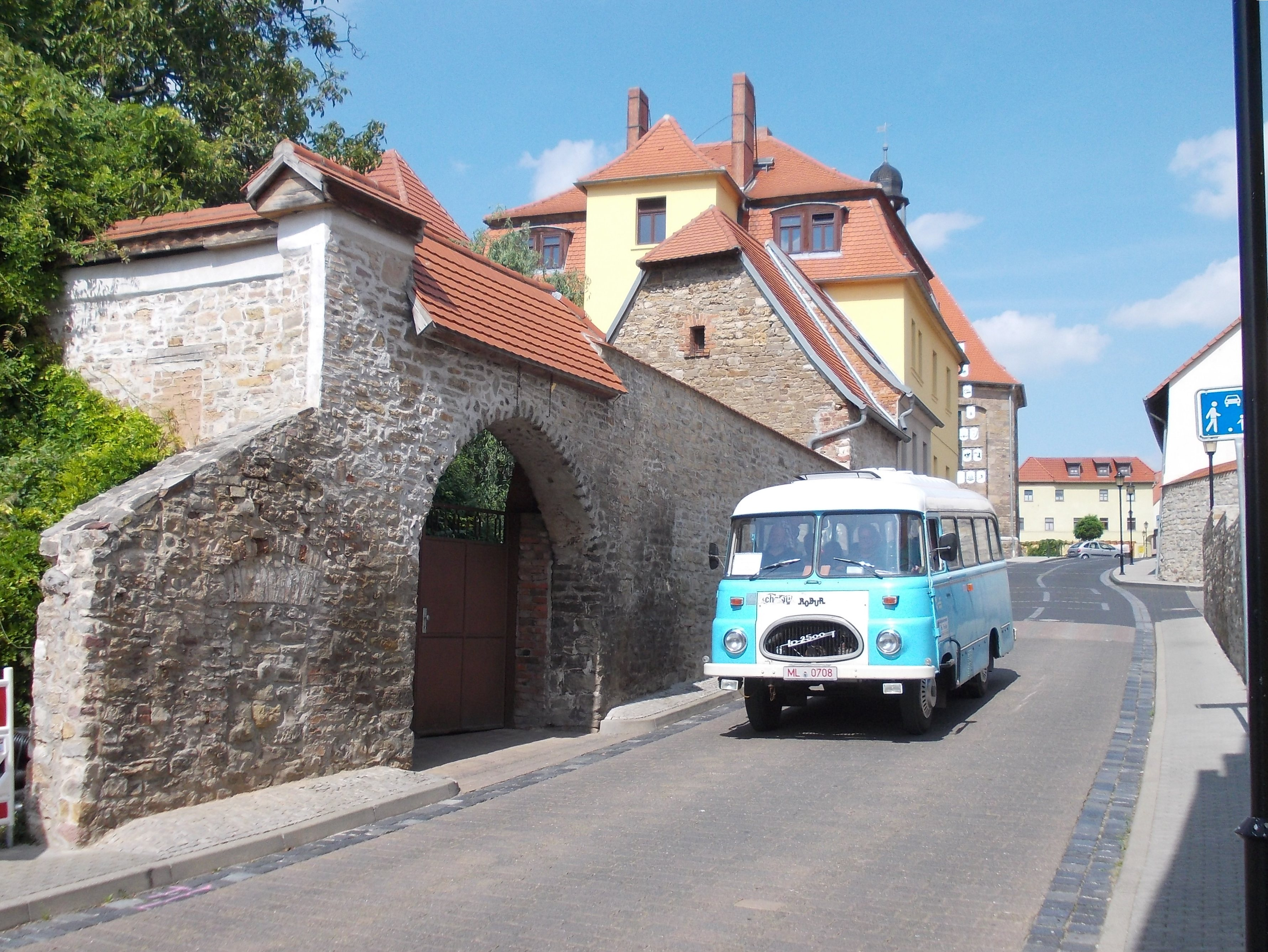